# Михайлов, Владимир Андреевич
Владимир Андреевич Михайлов (1919—1943) — Гвардии младший лейтенант Рабоче-крестьянской Красной Армии, участник Великой Отечественной войны, Герой Советского Союза (1944).

## Биография
Владимир Михайлов родился 6 апреля 1919 года в Петрограде. Окончил семь классов школы. В 1939 году Михайлов был призван на службу в Рабоче-крестьянскую Красную Армию. В 1943 году он окончил школу младших командиров. С июня того же года — на фронтах Великой Отечественной войны, командовал взводом 5-й отдельной гвардейской танковой бригады 18-й армии Северо-Кавказского фронта. Отличился во время освобождения Новороссийска.

## Подвиг
15 сентября 1943 года советские войска наступали в юго-восточной части города Новороссийск, но немцы создали мощный опорный пункт, оснастив его большим количеством пулеметов, минометов, противотанковых средств. Многочисленные атаки Советских войск успехов не имели. Михайлов В. А. со своим экипажем: механик-водитель Соенко К. Ф., башенный стрелок — Гнидикин И. Е., стрелок-радист Низов И. М. — вызвался прорвать оборону противника. Разогнавшись на танке Т-34 до предельной скорости, экипаж ворвался в немецкий опорный пункт и действуя дерзко, уничтожил до 50 пулеметов, раздавил танком несколько противотанковых пушек и истребил более 200 солдат и офицеров. Действия танкового экипажа были настолько стремительные, что им удалось также успешно атаковать четырёхэтажное здание, в котором находился штаб немецкого пехотного полка, полностью уничтожив его. В критический момент боя танк Михайлова был подожжён и окружён солдатами противника, которые предложили танкистам сдаться в плен. Не пожелав сдаваться, экипаж продолжал вести огонь, пока не погиб в полном составе.
Указом Президиума Верховного Совета СССР от 16 мая 1944 года гвардии младший лейтенант Владимир Андреевич Михайлов посмертно был удостоен высокого звания Героя Советского Союза. Также был награждён орденом Ленина и рядом медалей. Остальные члены экипажа танка были награждены Орденом Отечественной войны 1-й степени.
6 мая 1980 года перед зданием школы № 7 города Новороссийска установлен двухметровый мемориальный знак с текстом: «Здесь 15 сентября 1943 г. совершил героический подвиг экипаж танка Т-34 5-й Гвардейской танковой бригады».
Именем Михайлова В. А. в Новороссийске названа одна из улиц.